# Gare centrale de Graz
La gare centrale de Graz (en allemand : Graz Hauptbahnhof) est la gare ferroviaire principale de Graz en Autriche. Située à 2 km à l'ouest du centre de la ville, elle y est connectée grâce à 4 lignes de tramway.
Fréquentée par environ 30 000 personnes chaque jour, elle est l'une des gares les plus importantes d'Autriche.
Mise en service en 1847, son bâtiment est détruit en 1945 lors de la Seconde Guerre mondiale mais est reconstruit en 1956.